# Unimăt
Unimăt – wieś w Rumunii, w okręgu Satu Mare, w gminie Acâș. W 2011 roku liczyła 408 mieszkańców. 